# Tattooed Millionaire
Tattooed Millionaire je sólové debutové studiové album zpěváka heavy metalové skupiny Iron Maiden Bruce Dickinsona, nahrané v roce 1989 a vydané o rok později, v roce 1990.

## Seznam skladeb
Všechny skladby napsali Bruce Dickinson a Janick Gers, výjimky jsou uvedeny.
1. "Son of a Gun" 5:55
2. "Tattooed Millionaire" 4:28
3. "Born in '58" 3:40
4. "Hell on Wheels" 3:39
5. "Gypsy Road" 4:02
6. "Dive! Dive! Dive!" 4:41
7. "All the Young Dudes (Mott the Hoople cover)" (David Bowie) 3:50
8. "Lickin' the Gun" 3:17
9. "Zulu Lulu" 3:28
10. "No Lies" (Dickinson) 6:17

## Sestava
- Bruce Dickinson – zpěv
- Janick Gers – kytara
- Andy Carr – baskytara
- Fabio Del Rio – bicí